# أبو يزيد
أبو يزيد واسمه الحقيقي هو مخلد بن كداد اليفرني (عرف بصاحب الحمار) من قبائل زناته البربرية بنو يفرن. ثار ضد الحكم الفاطمي (942 -947). عاش في مدينة توزر وكان من الخوارج .